# アビエタジエンヒドロキシラーゼ
アビエタジエンヒドロキシラーゼ（abietadiene hydroxylase）は、ジテルペノイド生合成酵素の一つで、次の化学反応を触媒する酸化還元酵素である。
アビエタジエン + NADPH + H+ + O2 {\displaystyle \rightleftharpoons } アビエタジエノール + NADP+ + H2O
この酵素の基質はアビエタジエン、NADPH、H+とO2で、生成物はアビエタジエノール、NADP+とH2Oである。
組織名はabietadiene,NADPH:oxygen oxidoreductase (18-hydroxylating)である。